# Питтмен, Джейми
Дже́йми Майкл Пи́ттмен (англ. Jamie Michael Pittman; род. 18 июля 1981, Брисбен) — австралийский боксёр, представитель средних и полусредних весовых категорий. Выступал за сборную Австралии по боксу в конце 1990-х — начале 2000-х годов, трёхкратный чемпион австралийского национального первенства, чемпион Океании, чемпион Содружества, участник летних Олимпийских игр в Афинах. В период 2004—2013 годов боксировал на профессиональном уровне, был претендентом на титул чемпиона мира по версии Всемирной боксёрской ассоциации (WBA). Ныне — тренер по боксу.

## Биография
Джейми Питтмен родился 18 июля 1981 года в городе Брисбен штата Квинсленд, Австралия. Начал заниматься боксом в возрасте десяти лет, проходил подготовку в клубе «Ньюкасл», позже был принят в боксёрскую команду Австралийского института спорта в Канберре.

### Любительская карьера
Впервые заявил о себе в боксе в сезоне 1999 года, став чемпионом Австралии в зачёте полусредней весовой категории.
На австралийском первенстве 2000 года был остановлен в четвертьфинале Дэниелом Гилом. Пытался пройти отбор на домашние летние Олимпийские игры в Сиднее, однако на отборочном чемпионате Океании уже на ранней стадии турнира получил сильное рассечение под глазом и в связи с этим досрочно выбыл из борьбы за медали.
В 2002 году Питтмен одержал победу на чемпионате Австралии в первой средней весовой категории, стал бронзовым призёром чемпионата Океании, выступил на Играх Содружества в Манчестере, где в четвертьфинале был остановлен канадцем Жаном Паскалем.
В 2003 году был лучшим в зачёте австралийского национального первенства в среднем весе, отметился победой на чемпионате Содружества в Куала-Лумпуре, побывал на чемпионате мира в Бангкоке, уступив в 1/32 финала представителю Таиланда Сурии Парасатхинпхимаю.
На чемпионате Океании 2004 года в Тонга прошёл всех соперников по турнирной сетке и завоевал золотую медаль. Принимал участие в международном турнире Кубок Акрополиса в Греции, уступив на предварительном этапе представителю Казахстана Геннадию Головкину. Благодаря череде удачных выступлений удостоился права защищать честь страны на Олимпийских играх в Афинах, однако уже в стартовом поединке категории до 75 кг с близким счётом 23:24 потерпел поражение от немца Лукаша Вилашека и сразу же выбыл из борьбы за медали.

### Профессиональная карьера
Вскоре по окончании афинской Олимпиады Питтмен покинул расположение австралийской сборной и в ноябре 2004 года успешно дебютировал на профессиональном уровне. Долгое время шёл без поражений, хотя боксировал исключительно на домашних австралийских рингах, и уровень его оппозиции был не очень высоким.
В марте 2006 года завоевал титул чемпиона Австралии во втором среднем весе, отправив в нокаут Леса Шеррингтона (10-3).
В ноябре 2006 года стал обладателем вакантного титула чемпиона Всемирного боксёрского фонда (WBF).
В 2007 году добавил в послужной список вакантный титул чемпиона азиатско-тихоокеанского региона по версии Всемирной боксёрской организации (WBO) и титул чемпиона Паназиатской боксёрской ассоциации (PABA). Дважды защитил полученные чемпионские пояса, обретя в процессе ещё и титул панафриканского чемпиона по версии Всемирной боксёрской ассоциации (WBA).
Наконец, в 2008 году удостоился права оспорить титул чемпиона мира WBA в среднем весе, который на тот момент принадлежал представителю Германии Феликсу Штурму (28-2-1). Чемпионский бой между ними состоялся в апреле в Дюссельдорфе, в начале противостояния Питтмен имел некоторое преимущество, но с пятого раунда Штурм взял ход поединка под контроль, а в седьмом раунде в результате нескольких успешно нанесённых ударов выиграл техническим нокаутом, сохранив за собой чемпионский пояс.
Несмотря на проигрыш, Питтмен продолжил активно выходить на ринг и одержал победу в трёх рейтинговых поединках. В апреле 2010 года он потерпел ещё одно досрочное поражение, нокаутом в седьмом раунде от малоизвестного ганца Джозефа Кваджо (19-3), при этом на кону стоял титул чемпиона Австралазии по версии Международной боксёрской федерации (IBF) во второй средней весовой категории.
Третье поражение в своей профессиональной карьере Джейми Питтмен потерпел в августе 2011 года, уступив техническим нокаутом соотечественнику Сержу Яннику (13-1), обладателю титула чемпиона PABA во втором среднем весе.
Последний раз боксировал на профессиональном уровне в январе 2013 года, взяв верх по очкам над австралийцем Заком Авадом (18-2-1). В общей сложности провёл на профи-ринге 25 боёв, из них 22 выиграл (в том числе 8 досрочно) и 3 проиграл.
Впоследствии занимался тренерской деятельностью.